# Amara bokori
Amara bokori är en skalbaggsart som beskrevs av Csiki. Amara bokori ingår i släktet Amara och familjen jordlöpare. Inga underarter finns listade i Catalogue of Life.